# 小川摩利子
小川 摩利子（おがわ まりこ、1962年4月25日 - ）は、日本のパパ・タラフマラで活動した元パフォーマー。英語表記は「Mariko Ogawa」もしくは「Mariko Grady」。叡伝発酵食品代表取締役。三重県出身。米国サンフランシスコ在住。

## 来歴
- 1962年、三重県上野市で生まれる。
- 1981年、愛知県立千種高等学校卒業。
- 1982年、一橋大学法学部入学。本屋で小池博史にスカウトされ「タラフマラ劇場」設立。後にパパ・タラフマラへと改名。30年間主演パフォーマーを務める。
- 2012年、東日本大震災をきっかけにしパパ・タラフマラ解散[1]。発酵所「叡伝」を米国サンフランシスコで開始する[2]。

## 出演

### テレビ
1999年
- 5月「金翅雀の群れ（ひわのむれ）リストラが人の心をむしばんでいく」(芸術劇場 NHK教育)[3]。第37回ギャラクシー賞月間賞受賞作品。1999年度芸術祭参加作品。舞台劇をスタジオで実演して収録したスタジオ演劇放送番組。